# Ferrières-Haut-Clocher
Ferrières-Haut-Clocher é uma comuna francesa na região administrativa da Normandia, no departamento de Eure. Estende-se por uma área de 11,38 km². Em 2010 a comuna tinha 1 190 habitantes (densidade: 104,6 hab./km²).